# Skirtini

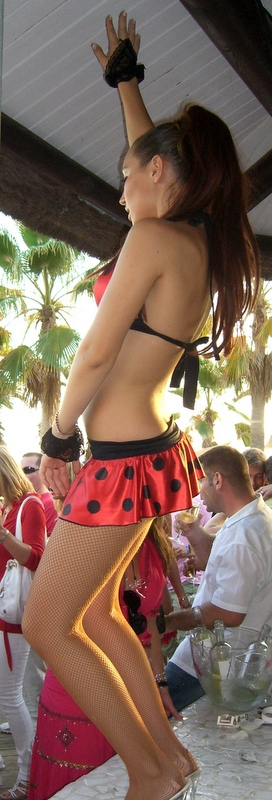
Bailarina en skirtini.

Un skirtini (del inglés skirt, «falda» + -ini –dim.–) es una variante del bikini tradicional, compuesta por un sujetador y una microfalda. En ocasiones, esta puede ser sustituida por una braguita con volantes, lo que produce el llamado «efecto falda».